# آرثر ميدلتون (مغني)
آرثر ميدلتون (بالإنجليزية: Arthur Middleton)‏ هو مغني ومغني أوبرا أمريكي، ولد في 28 نوفمبر 1880، وتوفي في 16 فبراير 1929.